# Dār Balūţ-e Soflá
Dār Balūţ-e Soflá (persiska: دار بلوط سفلى, دار بلوط پایين, Dār Balūţ-e Pā’īn) är en ort i Iran.   Den ligger i provinsen Lorestan, i den västra delen av landet, 300 km sydväst om huvudstaden Teheran. Dār Balūţ-e Soflá ligger 1 690 meter över havet och antalet invånare är 526.
Terrängen runt Dār Balūţ-e Soflá är kuperad österut, men västerut är den bergig. Runt Dār Balūţ-e Soflá är det ganska tätbefolkat, med 72 invånare per kvadratkilometer. Närmaste större samhälle är Chaghalvandī, 5,5 km söder om Dār Balūţ-e Soflá. Omgivningarna runt Dār Balūţ-e Soflá är i huvudsak ett öppet busklandskap.